# 우징차오
우징차오 (오경초, 吳景超, 1901년 ~ 1968년)는 중국의 사회학자, 도시사회학자이다. 1915년~1922년 베이징의 칭화 대학에서 공부하였다. 1931년 칭화 대학 사회학과 교수, 1935년부터 중일전쟁 기간 중화민국 국민정부 행정원 비서, 참사, 행정원 전시(戰時)물자관리국 주임. 1947년부터 1951년까지 칭화 대학 사회학과 교수를 역임하였다.